# Jeff Nichols
Pour les articles homonymes, voir Nichols.
Jeff Nichols est un réalisateur et scénariste américain, né le 7 décembre 1978 à Little Rock (Arkansas). Il a notamment réalisé Take Shelter en 2011 et Midnight Special en 2016.

## Biographie

### Origines
Jeff Nichols est issu d'une famille de la classe moyenne américaine. Son père était gérant d’un magasin de meubles.

### Carrière

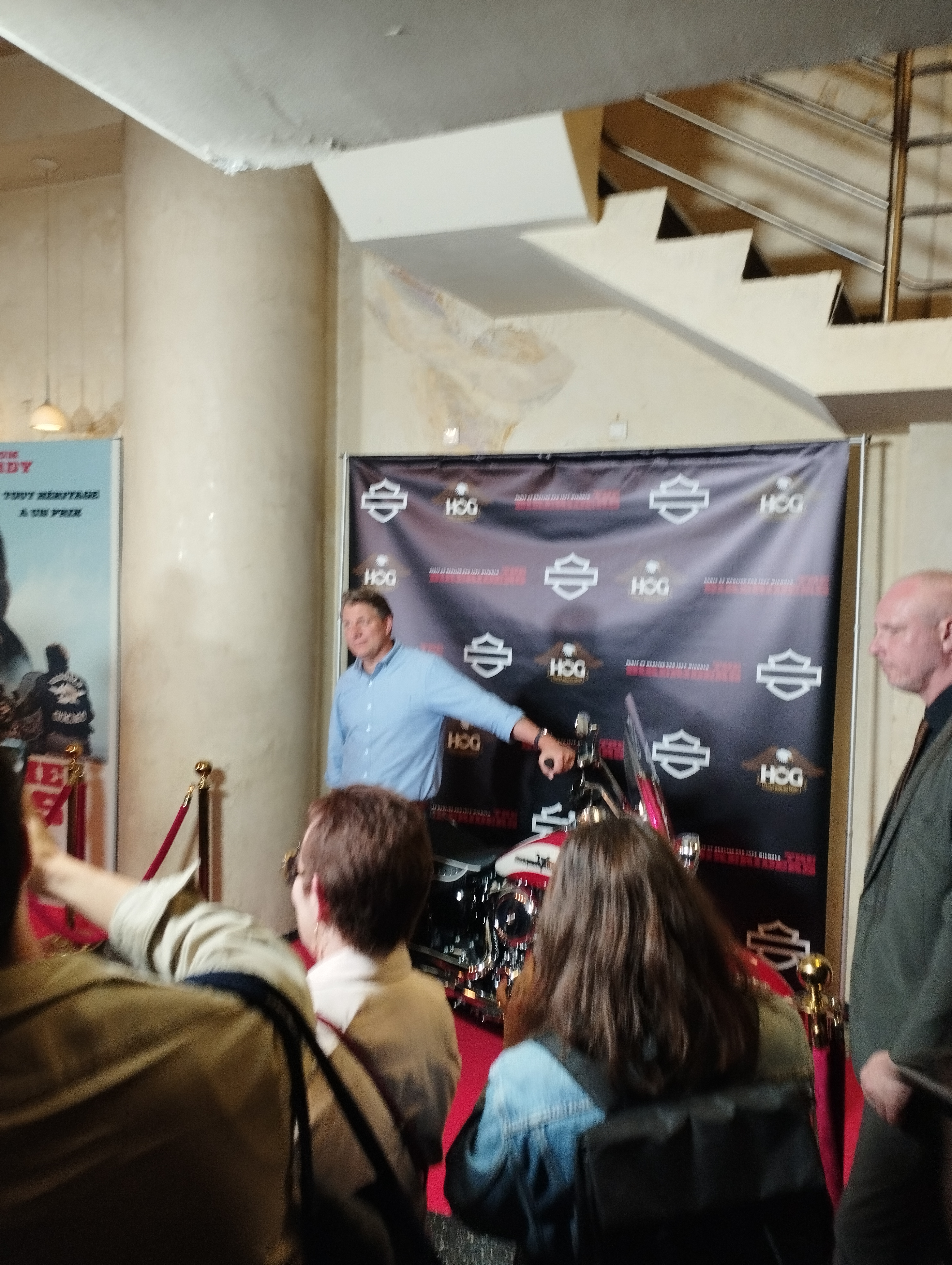
Jeff Nichols en photocall au Max Linder Panorama lors de l'avant-première de The Bikeriders, le 5 juin 2024.

Il a étudié au sein du département de cinéma de la North Carolina School of Arts. Le réalisateur a eu comme camarades d’études David Gordon Green et le futur chef opérateur de tous ses films : Adam Stone. Après ses études, il devient directeur de production sur le documentaire consacré à Townes Van Zandt (Be Here To Love Me) où il apprend beaucoup sur les conditions de production d'un film.
Il est le scénariste de tous ses films.
Son frère, Ben Nichols, est le chanteur et le guitariste du groupe Lucero. Il participe aux bandes originales de ses films.
En novembre 2012 il est le président du jury du 7e Festival international du film de Rome. C'est un habitué du festival de Cannes où il a présenté deux films en sélection officielle (Mud en 2012 et Loving en 2016) et où il fut membre du jury en 2022 sous la présidence de Vincent Lindon.
Michael Shannon, son comédien fétiche, tourne dans tous ses films.
En juin 2024 sort son sixième long-métrage, The Bikeriders, mettant en scène Austin Butler et Tom Hardy.

## Influences
Parmi ses influences Nichols cite régulièrement Terrence Malick (l’un de ses films préférés est La Balade sauvage), John Ford et le photographe américain Joel Sternfeld.

## Filmographie
- 2007 : Shotgun Stories
- 2011 : Take Shelter
- 2012 : Mud : Sur les rives du Mississippi (Mud)
- 2016 : Midnight Special
- 2016 : Loving
- 2023 : The Bikeriders

## Accueil de ses films

### Accueil critique
| Film                               | Rotten Tomatoes | Metacritic | IMDb   | Spectateurs sur Allociné | Presse française sur Allociné |
| ---------------------------------- | --------------- | ---------- | ------ | ------------------------ | ----------------------------- |
| Shotgun Stories                    | 90 %            | 76⁄100     | 7,4⁄10 | 3,6⁄5                    | 3,7⁄5                         |
| Take Shelter                       | 92 %            | 85⁄100     | 7,4⁄10 | 3,9⁄5                    | 4,6⁄5                         |
| Mud : Sur les rives du Mississippi | 97 %            | 76⁄100     | 7,2⁄10 | 4,2⁄5                    | 4,1⁄5                         |
| Midnight Special                   | 84 %            | 76⁄100     | 6,6⁄10 | 3,3⁄5                    | 4,1⁄5                         |
| Loving                             | 89 %            | 79⁄100     | 7,0⁄10 | 3,8⁄5                    | 3,8⁄5                         |
| Moyenne                            | 90 %            | 78⁄100     | 7,1⁄10 | 3,7⁄5                    | 4.0⁄5                         |

### Box-office
| Film                               | Budget       | États-Unis   | France            | Monde        |
| ---------------------------------- | ------------ | ------------ | ----------------- | ------------ |
| Shotgun Stories                    | -            | 46 026 $     | -                 | 185 699 $    |
| Take Shelter                       | 5 000 000 $  | 1 730 296 $  | 134 293 entrées   | 3 741 098 $  |
| Mud : Sur les rives du Mississippi | 10 000 000 $ | 21 590 086 $ | 601 531 entrées   | 32 613 173 $ |
| Midnight Special                   | 18 000 000 $ | 3 712 282 $  | 256 729 entrées   | 6 740 647 $  |
| Loving                             | 9 000 000 $  | 7 751 969 $  | 308 883 entrées   | 12 957 265 $ |
| Total                              | 42 000 000 $ | 34 830 659 $ | 1 301 436 entrées | 56 237 882 $ |

## Distinctions

### Récompenses
- Festival de Seattle 2007 : Prix Nouveau Cinéma Américain pour Shotgun Stories
- Festival de Cannes 2011 : Grand prix de la Semaine de la critique, Prix de la SACD et Prix Fipresci pour Take Shelter
- Festival de Deauville 2011 : Grand Prix pour Take Shelter
- Film Independent Spirit Awards 2014 : Prix Robert-Altman collectif pour Mud : Sur les rives du Mississippi

### Nominations
- Festival de Sundance 2011 : Nommé au Grand Prix pour Take Shelter
- Gotham Awards 2011 : Nommé comme meilleur film pour Take Shelter
- Festival de Cannes 2012 : En compétition pour la Palme d'or avec Mud : Sur les rives du Mississippi
- Berlinale 2016 : En compétition pour l'Ours d'or avec Midnight Special
- Festival de Cannes 2016 : En compétition pour la Palme d'or avec Loving
- Writers Guild of America Awards 2017 : Nommé comme meilleur scénario original pour Loving